# Gran Ducado de Posen
El Gran Ducado de Posen o Gran Ducado de Posnania (en alemán: Großherzogtum Posen; en polaco: Wielkie Księstwo Poznańskie), fue una provincia autónoma del reino de Prusia en las tierras polacas conocidas comúnmente como la Gran Polonia, entre los años 1815 y 1848. El nombre fue usado en forma no oficial después, especialmente por los polacos, y hoy es usado por los historiadores modernos para describir las diferentes entidades políticas hasta 1918. Su capital era Posen, actual Poznań.

## Área y población
El área era de 28.951 km² y comprendía la mayoría de territorios del histórico voivodato de Gran Polonia, que comprendía la parte oeste del Gran Ducado de Varsovia (Departamentos de Posen, Bydgoszcz, y parte del Kalisz) que fueron cedidos a Prusia de acuerdo con el Congreso de Viena (1815) con una garantía internacional de autoadministración y el desarrollo libre de la nación polaca.
Población:
- 776.000 (1815).
- 820.000 (1816).
- 1.350.000 (1849).
- 2.100.000 (1910).

## Moneda
Se llegó a emitir dos monedas de cobre con denominación de 1 y 3 groszy. En una de las caras aparece el escudo del Gran Ducado de Posen, en la otra la inscripción en alemán “GRÓSCHEN GR HERZ POSEN”.
| Anvero/Reverso | Denominación | Año de acuñación | Metal | Diámetro (mm) | Peso (g) |
| -------------- | ------------ | ---------------- | ----- | ------------- | -------- |
|                | 1 Grosz      | 1816, 1817       | Cobre | 20            | 2,9      |
|                | 3 Groszy     | 1816, 1817       | Cobre | 25            | 7,4-8,1  |

- Datos: Q1783098
- Multimedia: Grand Duchy of Posen / Q1783098